# Emilio Usiglio
Emilio Usiglio (Parma, 8 gennaio 1841 – Milano, 8 luglio 1910) è stato un compositore e direttore d'orchestra italiano.

## Biografia
Era figlio di Ciro Abram Graziadio e di Marianna Sacerdoti. Entrambi i genitori provenivano da famiglie ebraiche benestanti e si erano sposati pochi giorni prima della sua nascita, essendo la madre rimasta vedova di Marco Grassetti.
Cresciuto in un ambiente intellettualmente vivace e sensibile all'arte (la madre era titolare di un palco al teatro Ducale), ricevette un'educazione varia, che spaziava dalla matematica alle lettere. Sin da bambino si mostrò incline alla musica e in particolare al pianoforte. I suoi primi insegnanti furono Giuseppe Barbacini e Giovanni Rossi, maestri concertatori al Ducale, quindi studiò a Pisa con Gustavo Romani e si perfezionò in composizione a Firenze, con Teodulo Mabellini.
A 20 anni debuttò con successo come operista con La locandiera, tratto dall'omonima commedia di Carlo Goldoni. Dedito esclusivamente ai generi buffo e giocoso, la sua opera di maggior successo fu Le educande di Sorrento (1868). Nel 1870 scrisse La scommessa, a cui seguì nel 1879 Le donne curiose, tratta dalla commedia omonima di Goldoni che fu portata molte al successo anche dal baritono Federico Carbonetti.
Come direttore d'orchestra, diresse con nel 1875 a Bologna la nuova versione del Mefistofele di Arrigo Boito, nel 1876 la prima italiana dell'Amleto di Thomas a Venezia e della Carmen di Georges Bizet a Napoli nel 1879. Nel 1882 diresse il Lohengrin a Venezia.
La sua carriera risentì di una progressiva sordità che lo portò a ritirarsi nel 1897 a Milano con la moglie, la cantante Clementina Brusa (Ternate, 30 maggio 1845 - Milano, 2 ottobre 1910).

## Composizioni

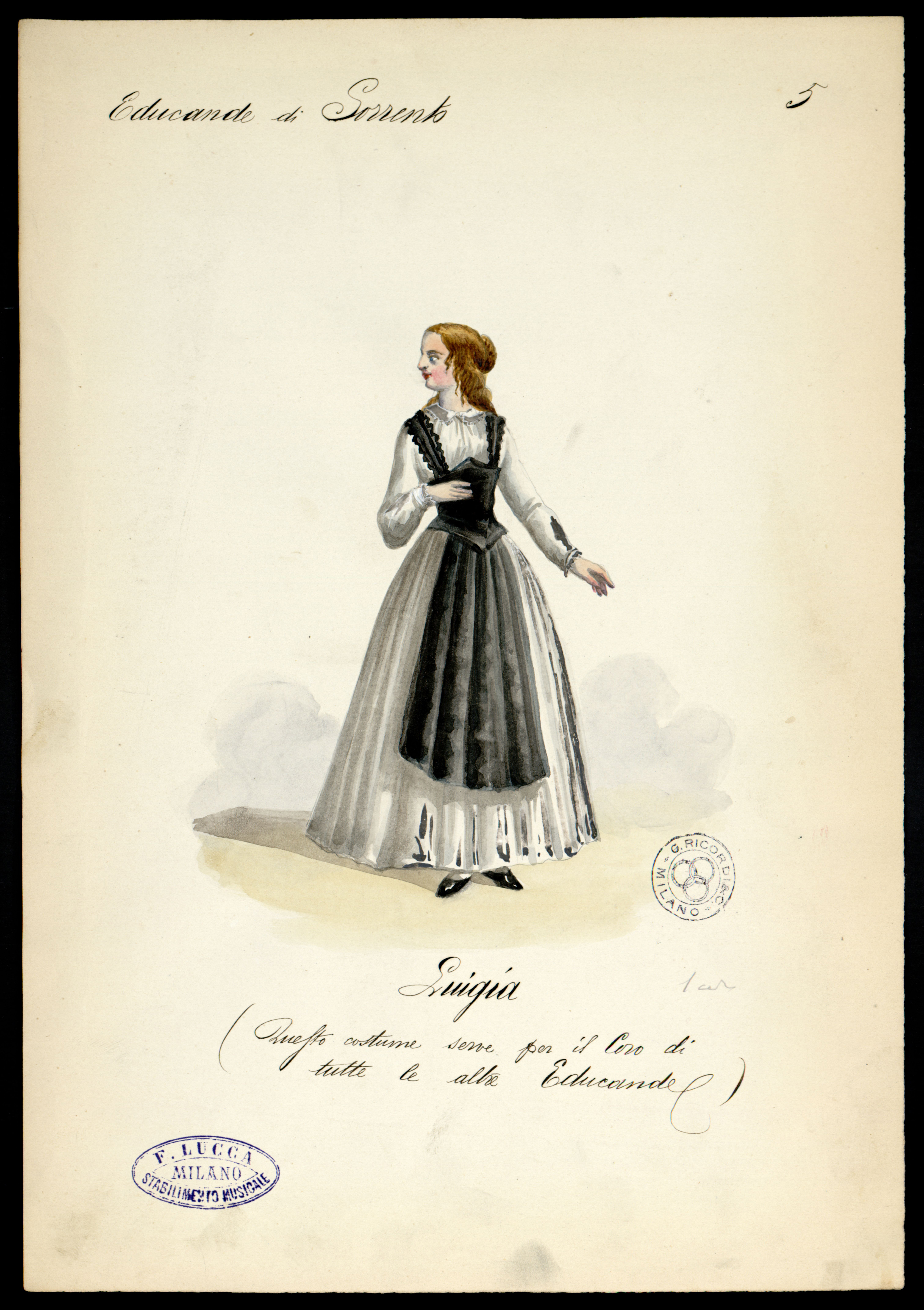
Luigia, figurino per Le educande di Sorrento (1868).
Archivio Storico Ricordi

### Opere liriche
- La locandiera, libretto di Giuseppe Barilli (Torino, Teatro Vittorio Emanuele, 5 settembre 1861)
- Un'eredità in Corsica, libretto di Raffaello Berninzone (Milano, Teatro di Santa Radegonda, 17 giugno 1864)
- Le educande di Sorrento o La figlia del generale, libretto di Raffaello Berninzone (Teatro Alfieri (Firenze), 1º maggio 1868)
- La scommessa, libretto di Benedetto Prado (Firenze, Teatro Principe Umberto, 6 luglio 1870)
- La secchia rapita, libretto di Angelo Anelli, scritta in collaborazione con altri cinque compositori (Teatro Goldoni (Firenze), 6 aprile 1872)
- Le donne curiose, libretto di Angelo Zanardini (Madrid, Teatro Real, 11 febbraio 1879)
- Le nozze in prigione, libretto di Angelo Zanardini (Milano, Teatro Manzoni, 23 marzo 1881)
- La guardia notturna ossia La notte di San Silvestro, libretto di Raffaello Berninzone, non rappresentata
- I fratelli di Lara, non rappresentata

### Balletti
- Atabalipa degli Incas o Pizzarro alla scoperta delle Indie (Teatro Nazionale (Firenze), autunno 1866)

### Altre composizioni
- Rimembranze dell'Arno, album vocale dedicato a Giovanni Pacini
- Allora... e adesso, stornello
- Lamento d'oltre tomba, per voce e pianoforte
- Su marinar, barcarola per voce e pianoforte